# 李克如
李克如（1904年—1998年2月16日），男，湖南衡阳人，中华人民共和国政治人物，1952年任中国人民解放军海军航空兵副政治委员兼政治部主任，1955年9月已评为少将军衔，授衔前夕转业地方工作，任国家体委办公厅主任。1965年任甘肃农业大学校长兼党委书记，1974年任甘肃师范大学党委副书记。1977年任甘肃省第四届政协副主席、甘肃省第五届人大常委会副主任，第五届全国政协委员、第六届全国政协委员。